# Federico II Gonzaga
Federico II Gonzaga (Mantova, 17 maggio 1500 – Marmirolo, 28 giugno 1540) dal 1519 divenne il quinto marchese di Mantova e per matrimonio nel 1536 divenne il ventiseiesimo marchese del Monferrato; dal 1530 venne elevato dall'Imperatore Carlo V al titolo di primo duca di Mantova.

## Biografia

### Infanzia
Era figlio del marchese di Mantova Francesco II e di Isabella d'Este e crebbe tra la corte di Francia e quella papale di papa Giulio II, dove nel 1510 era stato inviato come ostaggio politico per consentire la liberazione del padre, prigioniero dei veneziani. Sia l'imperatore Massimiliano I che il re di Francia Luigi XII sconsigliarono tuttavia alla madre di mandarlo a Roma, esprimendo forti dubbi sulle reali intenzioni del pontefice nei confronti del giovanissimo Federico. Giulio II era ritenuto uomo dai costumi corrotti, e secondo il costume del tempo bastava un'accusa di sodomia a screditare un avversario.
Giulio II gli mostrava un grandissimo affetto: voleva sempre averlo intorno, alle cacce e alle feste, e che sedesse alla sua tavola mentre mangiava; pare anche che avesse inserito un suo ritratto tra i personaggi della Scuola d'Atene di Raffaello: il bambino che appare dietro il filosofo incoronato di pampini oppure l'adolescente dai lunghi capelli. A conferma di ciò vi è una lettera dell'ambasciatore mantovano che nel 1511 scriveva alla madre che Giulio voleva far ritrarre il giovinetto nelle Stanze.
Alla morte del padre, avvenuta nel 1519, Federico gli successe come marchese e sovrano di Mantova, rimanendo sotto la reggenza della madre e la tutela degli zii, Sigismondo e Giovanni. Il 7 aprile 1521 ricevette l'investitura imperiale da Carlo V.

### Capitano della Chiesa
Nonostante la scarsa esperienza militare, il 1º luglio 1521, venne nominato Capitano della Chiesa da Papa Leone X. Questo incarico però veniva ad allontanarlo dall'orbita imperiale alla quale Federico subito mostrò di sentirsi orientato. Per evitare un'accusa di fellonia, nei capitoli della condotta militare venne specificato che in caso di ostilità verso l'imperatore il marchese di Mantova sarebbe stato esentato dal combattere. Questo però era solo un espediente, in quanto venne stipulata una polizza segreta con la quale Federico si impegnava a combattere anche contro l'impero. In seguito però le posizioni del marchese divennero dichiaratamente filo-imperiali e la madre Isabella, che anche dopo l'elezione del figlio aveva continuato la sua attività politica, decise di far sparire la compromettente cedola pagando Pietro Ardinghello, segretario della Curia e già uomo di fiducia di Leone X, affinché la sottraesse. Le doti militari di Federico furono evidenti durante l'assedio di Pavia del 1522, quando il signore abilmente e con pochi uomini guidò le difese della città contro un grande esercito franco-veneziano.
Questa sua duplice veste di capitano generale dell'esercito pontificio e di alleato fedele dell'imperatore si metterà in evidenza nel novembre 1526 allorquando permise il transito sulle sue terre, attraverso la porta di Curtatone del Serraglio, dei lanzichenecchi di Carlo V, rallentando nello stesso tempo la marcia delle truppe della Lega di Cognac al comando di Giovanni delle Bande Nere, affiancato da Aloisio Gonzaga, che combatterono nella Battaglia di Governolo il 25 novembre 1526.

### Trattative matrimoniali
Già all'età di due anni, Federico venne fidanzato con Luisa Borgia, figlia di Cesare Borgia e di Charlotte d'Albret. Con l'accordo, si intendeva ricomporre i contrasti tra i due padri. Le nozze non ebbero però luogo, a causa della morte di papa Alessandro VI il 18 agosto 1503.
Federico già in giovane età era stato promesso sposo alla presunta erede del marchesato del Monferrato, Maria Paleologa. Costei aveva solo 8 anni a quel tempo, perciò fu stipulato un contratto di matrimonio in cui era previsto che prima di consumare le nozze, si dovesse aspettare che la sposa compisse i canonici 16 anni. Durante questo periodo però le cose mutarono: Federico temeva di non potere più annettere ai suoi domini il Monferrato, perché il marchese regnante, Bonifacio IV fratello di Maria, sembrava avere superato i problemi di salute che l'avevano angustiato in tenera età e che parevano destinarlo ad una morte precoce.
Venne così inscenato un finto complotto ai danni dell'amante di Federico, Isabella Boschetti, a cui avrebbero aderito la promessa sposa Maria e la madre Anna d'Alençon. Federico riuscì così a farsi annullare dal papa Clemente VII il contratto matrimoniale il 6 maggio 1529.

### Duca di Mantova
A questo punto l'imperatore Carlo V gli propose le nozze con la zia Giulia d'Aragona (1492-1542), figlia di Federico I di Napoli, più anziana di lui (e sospettata di sterilità). Con la promessa di matrimonio sarebbe arrivato anche il tanto agognato titolo ducale. Federico, di fronte alla prospettiva di un matrimonio sterile, prese tempo, ma dopo aver ricevuto il titolo di duca dall'imperatore Carlo V, entrato trionfalmente a Mantova il 25 marzo 1530, arrivò la notizia dell'improvvisa morte di Bonifacio IV del Monferrato, causata da una caduta da cavallo. A questo punto si assistette ad un ritorno di fiamma per Maria Paleologa, che tornava ad essere l'erede designata del marchesato piemontese, visto che il successore di Bonifacio, lo zio Giangiorgio, era già seriamente malato e non sarebbe vissuto a lungo. In un disperato tentativo di far perdurare la linea maschile dei Paleologo, Giangiorgio accettò la proposta imperiale di sposare Giulia d'Aragona.
Federico ruppe così gli accordi matrimoniali con l'imperatore, che perdonò l'affronto intascando ben 50.000 scudi d'oro a titolo di riparazione, e si mise all'opera per convincere il papa ad annullare la precedente decisione ed a rendere nuovamente valido il contratto matrimoniale con Maria. Tutti questi intrighi vennero però resi vani dalla morte improvvisa di Maria (15 settembre 1530), avvenuta pochi giorni prima del breve papale che riaffermava la validità del contratto. A questo punto Anna d'Alençon, timorosa che il Monferrato venisse inglobato dalla Francia o dai Savoia, decise di dare fiducia a Federico, offrendogli la mano della sua secondogenita Margherita.

### Marchese di Monferrato
Il matrimonio fu così celebrato il 16 novembre 1531, e nel 1533, alla morte di Giangiorgio, il Monferrato passò alla famiglia Gonzaga dopo l'estinzione della legittima linea ereditaria maschile, ancora una volta con l'avallo di Carlo V, presente a Mantova la seconda volta nel 1532.

### Ultimi anni e morte
Nel 1537 Mantova fu inizialmente designata come sede del concilio vaticano. Federico II temeva che lo svolgimento del concilio nella città comportasse dei costi eccessivi e una perdita di autorità. Inviò perciò dal papa uno dei suoi diplomatici, Giambattista Abati, a richiedere le risorse per un adeguato numero di truppe a Mantova, mantenendo però allo stesso tempo la prerogativa per l'amministrazione della giustizia. A fronte di queste richieste, Mantova fu rapidamente accantonata come sede del concilio.
Raggiunti tutti i suoi scopi, Federico passò gli ultimi anni di vita (già minato dalla sifilide, malattia ereditata dal padre Francesco) nell'abbellimento di Palazzo Ducale. Federico fu anche committente di Palazzo Te, la residenza edificata da Giulio Romano tra il 1525 e il 1534 fuori dalle mura di Mantova per l'amante del marchese Isabella Boschetti. Morì di sifilide nel 1540 nella sua villa di Marmirolo, a poco più di un anno dalla morte della madre, e fu tumulato nella chiesa di Santa Paola, venendo traslato successivamente nella Basilica palatina di Santa Barbara. Federico Gonzaga è stato anche celebrato da Ludovico Ariosto nell'Orlando Furioso.

## Discendenza
Federico e Margherita Paleologa ebbero sette figli:
- Francesco (1533-1550), duca di Mantova e Monferrato dal 1540 con il nome di Francesco III, sposò nel 1549 Caterina d'Austria (1533-1572), figlia dell'imperatore Ferdinando I;
- Eleonora, suora;
- Anna, suora;
- Isabella (18 aprile 1537-16 agosto 1579), sposò nel 1554 Francesco Ferdinando Avalos d'Aquino d'Aragona;
- Guglielmo (1538-1587), duca di Mantova e Monferrato dal 1550, sposò nel 1561 Eleonora d'Austria (1534-1594), figlia dell'imperatore Ferdinando I;
- Ludovico (1539-1595), duca di Nevers e Rethel, sposò Enrichetta di Clèves (1542-1601), figlia del duca Francesco I di Nevers e Rethel;
- Federico (1540-1565), vescovo di Mantova, cardinale dal 1563.

Dall'amante Isabella Boschetti ebbe due figli:
- Alessandro (1520-1580), fu Consigliere di Stato del Duca di Mantova e fu al servizio nell'esercito spagnolo in Fiandra;
- Emilia (1524-1573), andò in sposa a Carlo Gonzaga, signore di Gazzuolo, dal quale ebbe dieci figli.

## Ascendenza
|                       |                    |                                  | Genitori                            |  |  | Nonni |  |  | Bisnonni             |  |  | Trisnonni             |  |
|                       |                    |                                  |                                     |  |  |       |  |  | Ludovico III Gonzaga |  |  | Gianfrancesco Gonzaga |  |
|                       |                    |                                  |                                     |  |  |       |  |  | Ludovico III Gonzaga |  |  | Gianfrancesco Gonzaga |  |
|                       |                    | Paola Malatesta                  |                                     |  |  |       |  |  | Ludovico III Gonzaga |  |  |                       |  |
| Federico I Gonzaga    |                    |                                  |                                     |  |  |       |  |  | Ludovico III Gonzaga |  |  |                       |  |
|                       |                    | Barbara di Brandeburgo           | Giovanni l'Alchimista               |  |  |       |  |  |                      |  |  |                       |  |
|                       |                    | Barbara di Brandeburgo           | Giovanni l'Alchimista               |  |  |       |  |  |                      |  |  |                       |  |
|                       |                    | Barbara di Brandeburgo           | Barbara di Sassonia-Wittenberg      |  |  |       |  |  |                      |  |  |                       |  |
| Francesco II Gonzaga  |                    | Barbara di Brandeburgo           |                                     |  |  |       |  |  |                      |  |  |                       |  |
|                       |                    | Alberto III di Baviera           | Ernesto di Baviera-Monaco           |  |  |       |  |  |                      |  |  |                       |  |
|                       |                    | Alberto III di Baviera           | Ernesto di Baviera-Monaco           |  |  |       |  |  |                      |  |  |                       |  |
|                       |                    | Alberto III di Baviera           | Elisabetta Visconti                 |  |  |       |  |  |                      |  |  |                       |  |
| Margherita di Baviera |                    | Alberto III di Baviera           |                                     |  |  |       |  |  |                      |  |  |                       |  |
|                       |                    | Anna di Braunschweig-Grubenhagen | Erich I di Braunschweig-Grubenhagen |  |  |       |  |  |                      |  |  |                       |  |
|                       |                    | Anna di Braunschweig-Grubenhagen | Erich I di Braunschweig-Grubenhagen |  |  |       |  |  |                      |  |  |                       |  |
|                       |                    | Anna di Braunschweig-Grubenhagen | Elisabetta di Brunswick-Göttingen   |  |  |       |  |  |                      |  |  |                       |  |
| Federico II Gonzaga   |                    | Anna di Braunschweig-Grubenhagen |                                     |  |  |       |  |  |                      |  |  |                       |  |
|                       | Niccolò III d'Este | Alberto V d'Este                 |                                     |  |  |       |  |  |                      |  |  |                       |  |
|                       | Niccolò III d'Este | Alberto V d'Este                 |                                     |  |  |       |  |  |                      |  |  |                       |  |
|                       | Niccolò III d'Este | Isotta Albaresani                |                                     |  |  |       |  |  |                      |  |  |                       |  |
| Ercole I d'Este       | Niccolò III d'Este |                                  |                                     |  |  |       |  |  |                      |  |  |                       |  |
|                       |                    | Ricciarda di Saluzzo             | Tommaso III di Saluzzo              |  |  |       |  |  |                      |  |  |                       |  |
|                       |                    | Ricciarda di Saluzzo             | Tommaso III di Saluzzo              |  |  |       |  |  |                      |  |  |                       |  |
|                       |                    | Ricciarda di Saluzzo             | Marguerite de Pierrepont            |  |  |       |  |  |                      |  |  |                       |  |
| Isabella d'Este       |                    | Ricciarda di Saluzzo             |                                     |  |  |       |  |  |                      |  |  |                       |  |
|                       |                    | Ferdinando I di Napoli           | Alfonso V d'Aragona                 |  |  |       |  |  |                      |  |  |                       |  |
|                       |                    | Ferdinando I di Napoli           | Alfonso V d'Aragona                 |  |  |       |  |  |                      |  |  |                       |  |
|                       |                    | Ferdinando I di Napoli           | Gueraldona Carlino                  |  |  |       |  |  |                      |  |  |                       |  |
| Eleonora d'Aragona    |                    | Ferdinando I di Napoli           |                                     |  |  |       |  |  |                      |  |  |                       |  |
|                       |                    | Isabella di Chiaromonte          | Tristano di Chiaromonte             |  |  |       |  |  |                      |  |  |                       |  |
|                       |                    | Isabella di Chiaromonte          | Tristano di Chiaromonte             |  |  |       |  |  |                      |  |  |                       |  |
|                       |                    | Isabella di Chiaromonte          | Caterina di Taranto                 |  |  |       |  |  |                      |  |  |                       |  |
|                       |                    | Isabella di Chiaromonte          |                                     |  |  |       |  |  |                      |  |  |                       |  |

## Stemma
| Stemma | Blasonatura |
| ------ | --- |
|        | Federico II di Mantova Duca di Mantova D'argento, alla croce patente di rosso accantonata da quattro aquile di nero dal volo abbassato; sul tutto, inquartato: nel primo e nel quarto di rosso al leone dalla coda doppia d'argento, armato e lampassato d'oro, coronato e collarinato dello stesso; nel secondo e nel terzo fasciato d'oro e di nero. |

## Galleria d'immagini

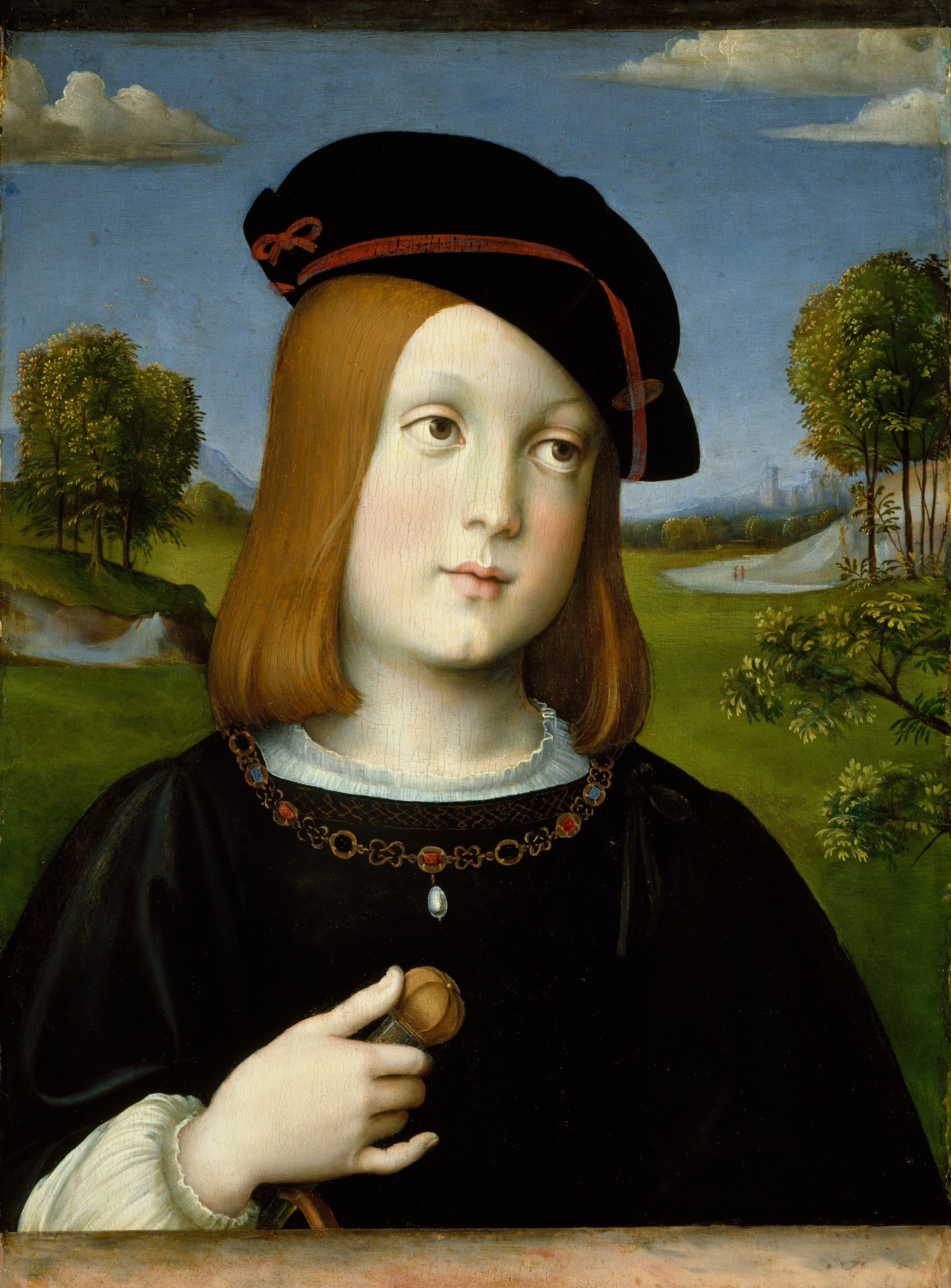
Ritratto di Federico II Gonzaga all'età di dieci anni, realizzato da Francesco Raibolini, 1510
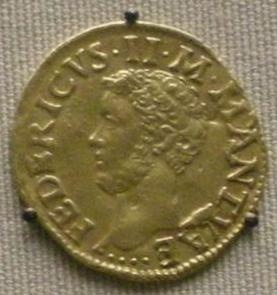
Ducato d'oro di Federico II Gonzaga, duca di Mantova
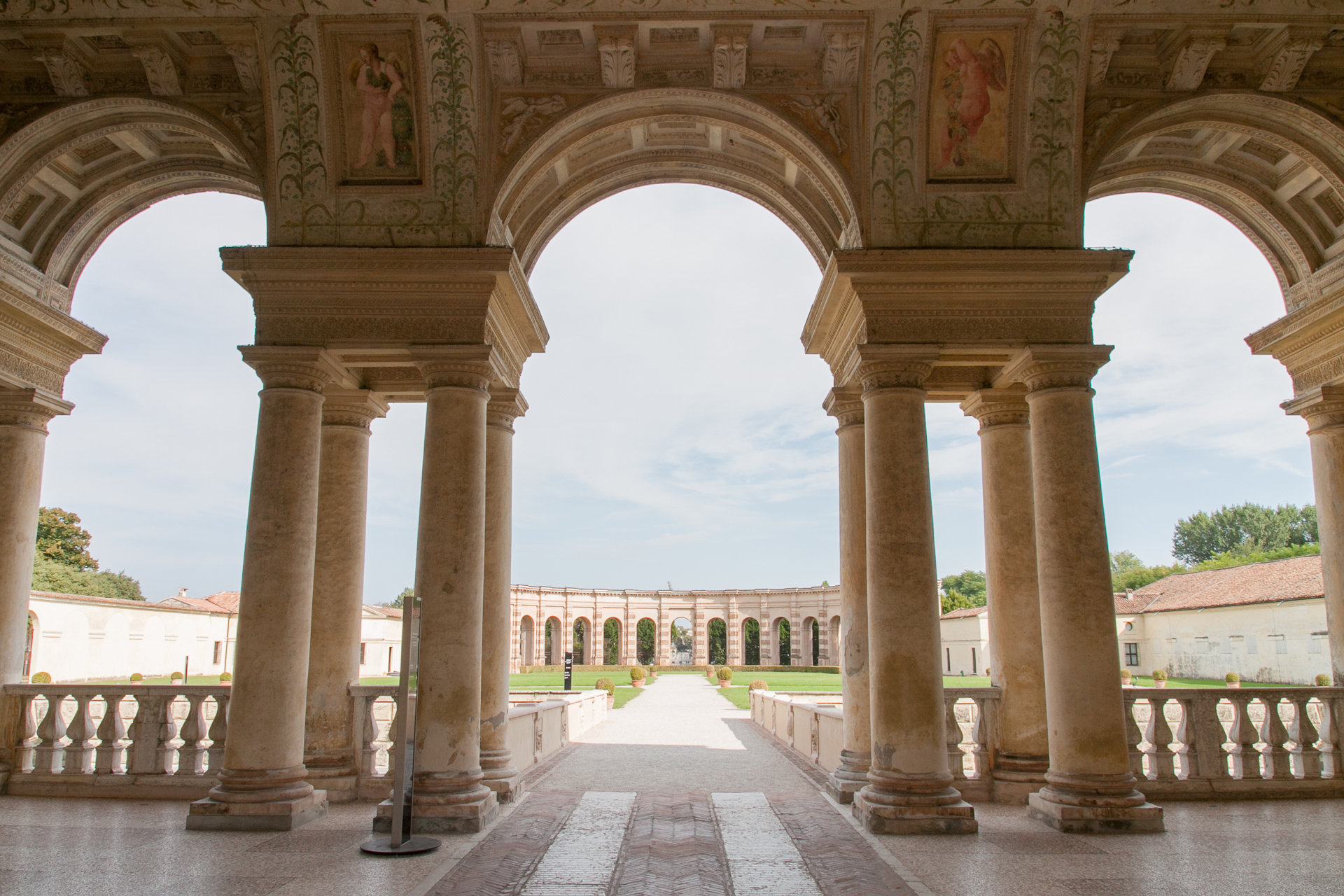
Palazzo Te a Mantova, commissionato da Federico II
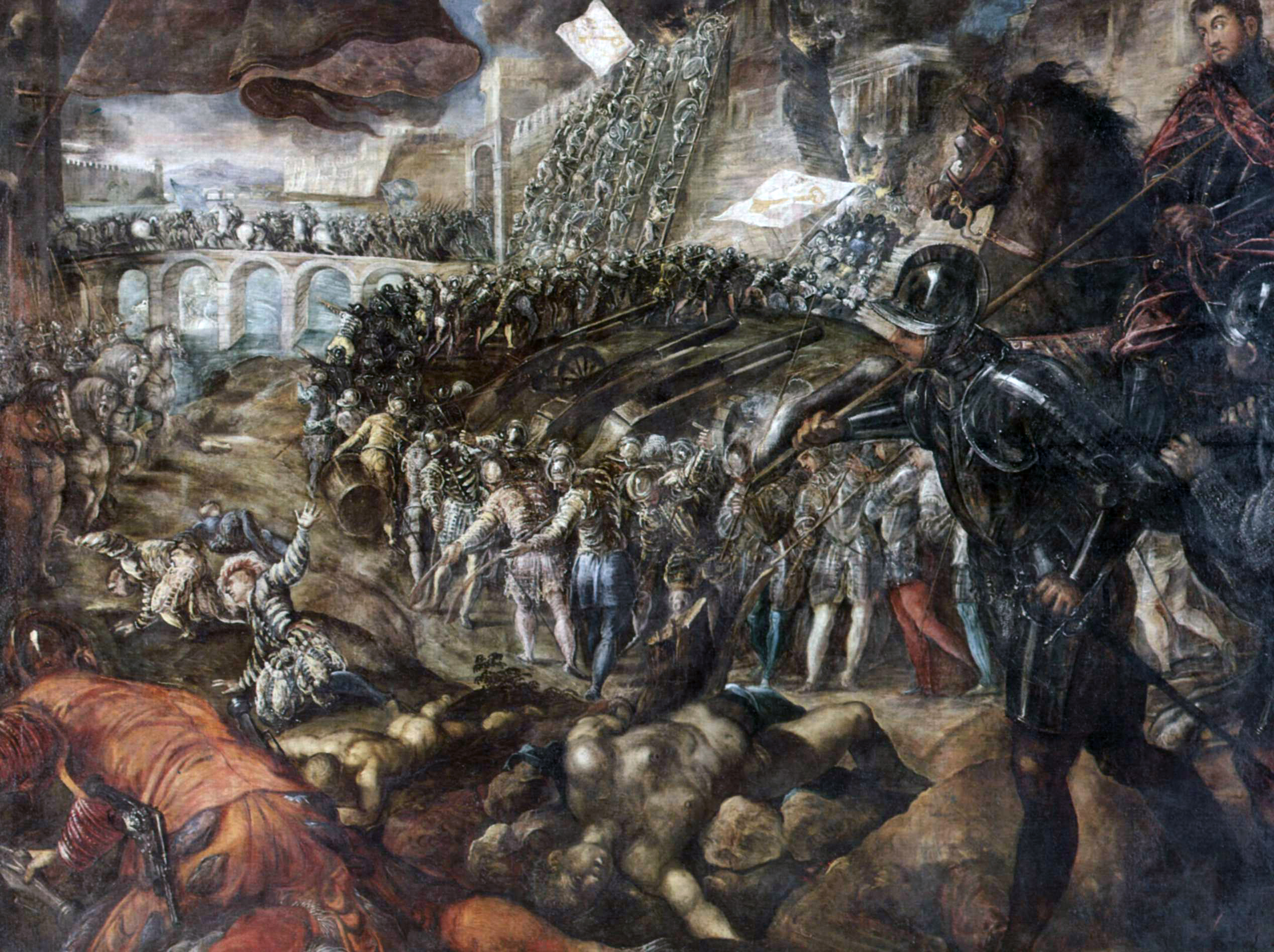
Federico II di Mantova conquista Parma nel 1521, Tintoretto, 1578/79, Alte Pinakothek, Monaco di Baviera